# Nyugati pályaudvar (Metró Budapest)
Nyugati pályaudvar (bis 1990: Marx tér) ist eine 1981 eröffnete Station der Linie M3 der Metró Budapest und liegt zwischen den Stationen Arany János utca und Lehel tér.
Die Station befindet sich unterhalb des  Nyugati pályaudvar (Westbahnhofs) im XIII. Budapester Bezirk.

## Galerie

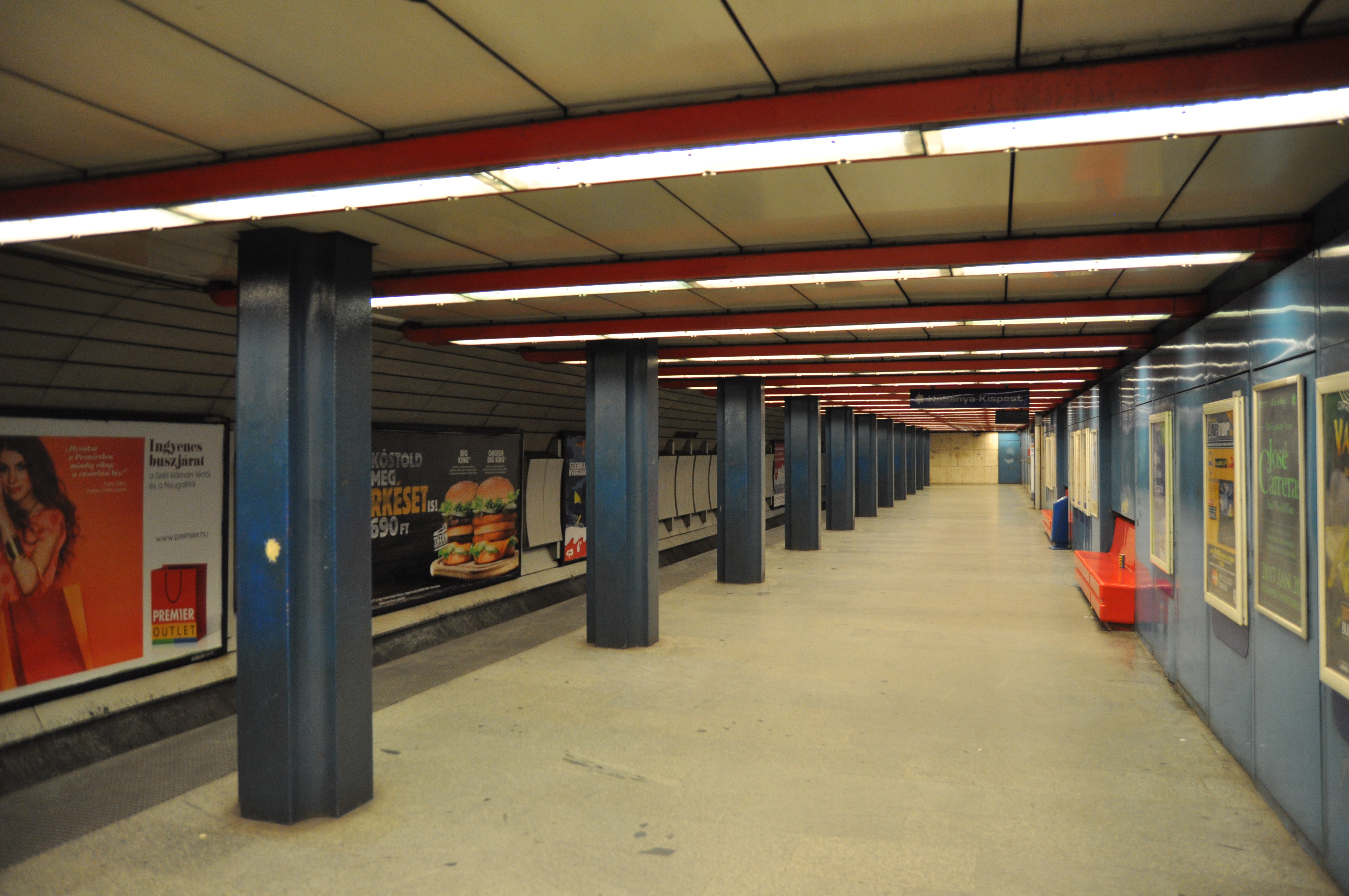
Bahnsteig vor Renovierung
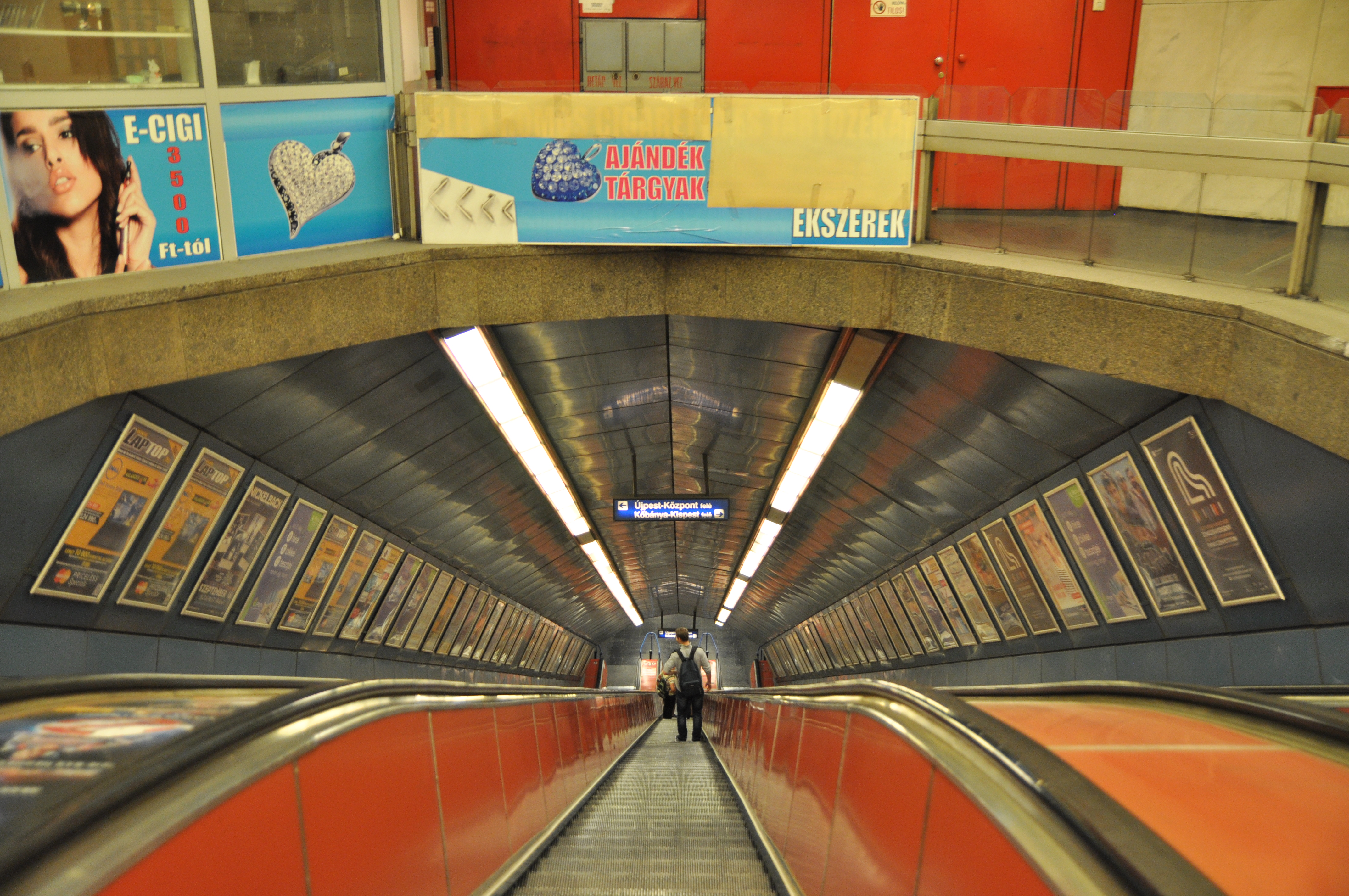
Rolltreppen vor Renovierung
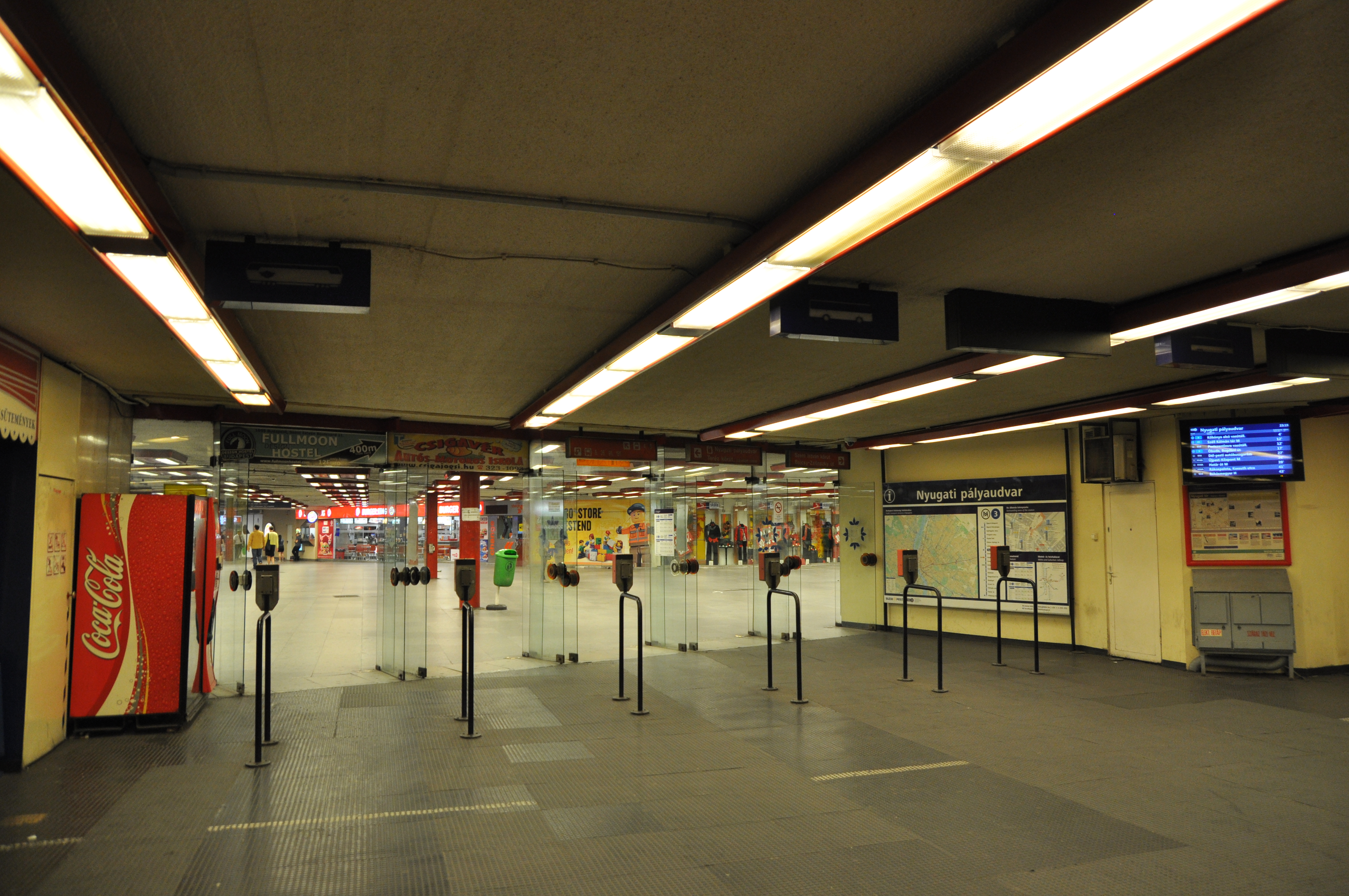
Zugang vor Renovierung